# 家庭高等学校
家庭高等学校（かていこうとうがっこう）とは、日本の主に家庭科についての専門技術や知識を習得するために「家庭に関する学科」（家庭学科）が設置されている高等学校のことである。家政高等学校（かせいこうとうがっこう）とも。
家政高等学校に比べると少数派であるが、過去には職業高等学校としての体裁を整えた学校などが家庭高等学校を称していた。

## おもな設置学科
多くの家庭高等学校で設置されていた学科には、次のようなものがある。
- 家政科
- 被服科
- 食物科
- 保育科

## 過去に家庭高等学校を称していた学校
- 静岡県青島家庭高等学校（現藤枝順心中学校・高等学校）
- 愛知県立刈谷商業家庭高等学校（現愛知県立刈谷北高等学校）
- 大津家庭高等学校（現滋賀短期大学附属高等学校）
- 塩原女子家庭高等学校（現神戸第一高等学校）